# Uranotaenia hopkinsi
Uranotaenia hopkinsi är en tvåvingeart som beskrevs av Edwards 1932. Uranotaenia hopkinsi ingår i släktet Uranotaenia och familjen stickmyggor. Inga underarter finns listade i Catalogue of Life.